# BioShock
BioShock je akcijsko-pustolovska prvoosebna strelska videoigra razvijalcev Irrational Games (takrat 2K Boston/2K Australia), ki je izšla avgusta 2007 v založbi 2K Games. Igra je izšla 21. avgusta v Severni Ameriki in tri dni kasneje v Evropi ter Avstraliji. Sprva sta bili na voljo različici za Windows in konzolo Xbox 360; oktobra istega leta je izšla še različica z nekaj dodatki za PlayStation 3 in dve leti kasneje za Mac OS X. Od izida dalje je na voljo tudi prek servisa za digitalno distribucijo Steam.
Dogajanje je postavljeno v alternativno leto 1960. Igralec prevzame vlogo Jacka, ki po letalski nesreči sredi oceana naleti na vhod v podvodno mesto Rapture. Mesto mora raziskati in se obraniti napadov mutiranih bitij ter mehanskih naprav, ki ga poseljujejo. Igra vsebuje elemente preživetvenih grozljivk in igranja vlog; razvijalci so jo opisali kot idejnega naslednika serije System Shock. Doživela je izjemen uspeh pri igralcih in kritikih; slednji so izpostavili vzdušje in antiutopično zgodbo, ki temelji na filozofiji morale Ayn Rand. Različica za osebni računalnik ima povprečno oceno 36 recenzij 96 %.

## Igranje
Igralec opazuje svet skozi oči svojega lika, podobno kot pri drugih prvoosebnih strelskih igrah. Tudi premikanje, upravljanje z »življenjsko energijo« (»zdravjem«) in interakcija z okolico so podobni. Element preživetvenih grozljivk se izraža v temačnem vzdušju in v tem, da je igralec bolj omejen s sredstvi (strelivom, zdravjem) kot v klasičnih strelskih igrah. Poleg orožja zbira tudi t. i. plazmide, genetske modifikacije, ki dajejo njegovemu liku nadčloveške sposobnosti, kot so streljanje ognjenih krogel in zamrzovanje nasprotnikov na daljavo, pa tudi bolj defenzivne (imenovani toniki), kot so kameleonova koža in ustvarjanje iluzij za vabo nasprotnikom. Ofenzivne plazmide napaja serum EVE (Eva), ki ga igralec zbira v obliki injekcij, podobno kot življenjsko energijo. Kadar lik umre, ga igra ponovno oživi v zadnji »vita-komori« (»vita-chamber«), ki jo je odkril.
V različnih prostorih v mestu Rapture leži denar, s katerim lahko igralec na avtomatih kupi strelivo, injekcije z življenjsko energijo in serumom EVE ter drugo opremo. Avtomate in varnostne kamere ter robote je možno »shekati« tako, da igralec reši stopnjo mini-igre, podobne igri Pipe Mania iz poznih osemdesetih. Tako prelisičeni avtomati imajo nižje cene in nudijo več artiklov, kamere in roboti pa se obrnejo proti sovražnim bitjem. Na enak način je možno odpreti sefe in s kodo zaklenjena vrata. Razmeroma zgodaj v igri dobi »raziskovalni fotoaparat«, s katerim lahko slika in analizira sovražnike; analiza mu daje namige o ranljivostih različnih tipov sovražnikov in močnejše napade.
Plazmide zbira igralec na različnih točkah tekom zgodbe, pogosteje pa jih dobiva v posebnih avtomatih v zameno za mutageno snov, imenovano ADAM. To pridobi iz t. i. »malih sestric« (»little sisters«), ki jih je nekaj v vsaki stopnji igre. Da bi dobil ADAM iz njih, mora najprej premagati »velikega očka« (»big daddy«), genetsko spremenjenega človeka, vraščenega v ogromno oklepljeno in dobro oboroženo potapljaško obleko, ki spremlja in varuje svojo »malo sestrico«. Pri vsakem takem srečanju ima igralec dve možnosti: lahko reši »malo sestrico« in s tem pridobi nekaj Adama, ali pa jo »izprazni« in dobi mnogo večjo količino, deklica pa ob tem umre. Ta moralna odločitev vpliva na konec zgodbe in tudi na težavnost igre. Vsak dobljen tip plazmida si lahko opremi v enega od prostih mest v svojem genomu ali pa shrani za poznejšo modifikacijo. Ta izbira lastnosti lika predstavlja element igranja vlog.
Igra spodbuja iskanje kreativnih načinov prebijanja skozi Rapture, od izogibanja sovražnikom s skrivanjem do kombiniranja orožij in plazmidov ter izkoriščanja predmetov v okolici. Za primer, če stopi sovražnik v vodo, ga je možno onesposobiti s strelom elektrike (eden od ofenzivnih plazmidov) v vodo brez natančnega merjenja in pokončati dokler ga trese elektrika. Dodatne načine bojevanja omogočata sama raznolikost orožij, ki sega od preprostega ključa preko pištole in šibrenice do neobičajnega kemičnega metalca, ter raznolikost streliva, pri čemer obstajajo za vsako orožje (z izjemo ključa) tri vrste le-tega (običajno, redko in iznajdljivo).

## Zgodba
Dogajanje se odvija v alternativnem letu 1960, v antiutopičnem okolju podvodnega mesta Rapture (dobesedno očaranje, navdušenje, prevzetost, zamaknjenost, ekstaza), ozadje pa igralec izve skozi zvočne posnetke, ki jih pobira na različnih lokacijah, ko napreduje skozi mesto. Rapture je skrivoma zgradil poslovni magnat Andrew Ryan leta 1946 na oceanskem dnu sredi Atlantskega oceana kot prostor za utopično družbo brez politične, ekonomske in verske avtoritete. Vrhunski znanstveniki, ki jih je pripeljal tja, so poskrbeli za skokovit razvoj znanosti, predvsem inženirstva in biotehnologije. Med najpomembnejšimi odkritji je ADAM, tip zarodnih celic iz golih morskih polžev, ki ima sposobnost regeneracije poškodb in modifikacije človeškega genoma. Dr. Tenenbaum, ki je ADAM odkrila, je v sodelovanju s poslovnežem in gangsterjem Frankom Fontaineom razvila praktično uporabne oblike Adama (t. i. plazmide), ki dajejo kupcem nadčloveške moči, vendar pa mora uporabnik redno jemati ADAM, sicer prične fizično in duševno razpadati. Po odkritju dr. Tenenbaum, da je možno ADAM množično proizvajati z vsaditvijo teh polžev v trebuhe deklic (»malih sestric«), je nastala cela industrija plazmidov. Sčasoma se je v mestu poglobila razlika med revnimi in bogatimi. Frank Fontaine je ustanovil dobrodelne organizacije za pomoč nižjemu razredu. Njegov cilj je bil manipulirati ljudi, da bi prevzel oblast v mestu, sirotišnice pa so poleg tega služile kot vir deklic za proizvodnjo Adama. Pričel je tudi s tihotapljenjem prepovedanih predmetov s površja, npr. verske literature, in postal neizmerno vpliven. Naposled je organiziral upor in poskušal strmoglaviti Ryana, a je bil upor nasilno zatrt, Fontaine pa naj bi bil ubit. Ryan je prevzel nadzor nad industrijo plazmidov. Že čez nekaj mesecev se je pojavil nov, skrivnosten voditelj nezadovoljnih množic z imenom Atlas. Leta 1959 je pod njegovim vodstvom izbruhnil nov upor, ki se je hitro razširil po celotnem mestu in povzročil kaos. V odgovor je pričel tudi Ryan genetsko izboljševati svoje podpornike. Da bi nadomestil ustavljeno industrijo Adama, je dr. Suchong po njegovih navodilih pogojil »male sestrice«, naj zbirajo snov iz trupel ter ustvaril »velike očke«, ki jih varujejo.
Igra se prične leta 1960, ko je večina uporabnikov Adama zaradi pomanjkanja že zblaznela. Igralčev lik, Jack, se zave sredi gorečih razbitin letala v morju in odplava do svetilnika v bližini, kjer najde batisfero in se z njo spusti v mesto. Irec z vzdevkom Atlas stopi v stik z njim preko radijske povezave in ga vodi naprej. Kmalu ga odkrije tudi Ryan, ki misli da je sovražni agent s površja in pošlje nadenj svoje genetsko modificirane podanike (»splicerje«). Atlas pove Jacku, da je njegova edina možnost za preživetje uporaba plazmidov za boj proti »splicerjem«. Naroči mu, naj pobija »male sestrice« in iz njih pridobiva ADAM. To presliši dr. Tenenbaum in prosi Jacka, naj raje rešuje »male sestrice« in mu da plazmid, ki nadomesti polže, vsajene v njihove trebuhe. Atlas pošlje Jacka proti podmornici, kjer se skrivata njegova žena in otrok. Ravno ko prideta do priveza, Ryan uniči podmornico. Atlas pobesni in prosi Jacka, naj ubije Ryana.
Ko opravi nekaj stranskih nalog, se prebije do Ryanove pisarne, kjer ta mirno igra golf. Nato mu pojasni, kaj se je v resnici zgodilo: Jack je bil pravzaprav rojen pred dvema letoma v mestu kot nezakonski otrok Ryana in plesalke Jasmine. Mati je nujno potrebovala denar, zato je dala zarodek kirurško odstraniti in ga prodala najboljšemu kupcu. Ko je Ryan izvedel, da je zarodek kupil Fontaine, jo je v navalu besa ubil. Fontaine je zarodek genetsko spremenil, tako da je izredno hitro odrasel, in ga mentalno pogojil, da uboga njegove ukaze, če jih spremlja fraza »would you kindly«. Nato ga je poslal na površje, kjer Ryan ni mogel do njega. Ko je Fontainu zmanjkalo drugih sredstev v boju proti Ryanu, je ukazal Jacku, naj se vkrca na potniško letalo in ga strmoglavi blizu vhoda v Rapture, kjer ga je nato uporabil kot orodje. Jack namreč edini lahko uporablja omrežje batisfer, ki se odklenejo samo z genetskim odtisom Ryanovih krvnih sorodnikov. Ko konča z zgodbo, uporabi kontrolno frazo, da ga Jack ubije. Naposled Atlas razkrije svojo pravo identiteto kot Fontaine in prepusti Jacka smrti, ko se ponovno aktivirajo varnostni sistemi. V zadnjem trenutku ga »male sestrice«, ki jih je poslala dr. Tenenbaum, usmerijo skozi prezračevalni sistem, kjer izgubi zavest.
Zbudi se v oskrbi dr. Tenenbaum, ki je že deaktivirala nekatere njegove pogojene odzive, med njimi glavno kontrolno frazo. Nato ga usmerja po mestu do plazmidov, ki deaktivirajo še ostale. Nato po njenih navodilih obleče oklepljeno potapljaško obleko, da ga »male sestrice« zamenjajo za »velikega očka« in mu pomagajo priti do Fontainea. Le-ta, stisnjen v kot, si vbrizga ogromne količine Adama, kar ga spremeni v pošastno močno bitje. Po zaključnem spopadu, v katerem mora igralec onesposobiti Fontainea, skočijo nanj »male sestrice« in mu izčrpajo ves ADAM, kar ga ubije.
Konec zgodbe je odvisen od tega, koliko »malih sestric« je igralec med igro rešil oz. ubil. Če je rešil vse ali skoraj vse, pokaže animacija na koncu Jacka, ki jih je vzel s seboj na površje in skrbel zanje, dokler niso odrasle. Če je skoraj vse pobil, se konča igra tako, da Jack po Fontaineovi smrti pobije še preostale in vzame njihov ADAM. Zgodbo z jeznim glasom pripoveduje dr. Tenenbaum. Kasneje pokaže animacija ameriško podmornico, ki prispe do razbitin letala na površju, nakar jo obkrožijo batisfere s »splicerji«, ki napadejo posadko in prevzamejo nadzor nad podmornico ter njenim tovorom jedrskih konic. Pripoved nakaže, da je Jack s pomočjo »splicerjev« in Adama zavladal svetu. Če je igralec tekom igre pobil preveč »malih sestric«, da bi se odvil prvi konec, vendar ne skoraj vseh, je konec podoben drugemu, le da je pripoved dr. Tenenbaum žalostna namesto jezne in se razlikuje v nekaj podrobnostih.

## Razvoj
| Konfiguracija      | Minimalna | Priporočena |
| Windows            | | |
| Operacijski sistem | Windows XP s Service Pack 2 ali Windows Vista                                                                                          | Windows XP s Service Pack 2 ali Windows Vista                                                                                          |
| CPU                | Pentium 4 2.4 GHz (enojedrni) | Intel Core 2 Duo ali AMD Athlon 64 X2                                                                                                  |
| Pomnilnik          | 1 GB | 2 GB |
| Trdi disk          | 8 GB prostora | 8 GB prostora |
| Grafična kartica   | DirectX 9.0c kompatibilna kartica s 128 MB RAM (NVIDIA 6600/ATI X1300 ali boljša, z izjemo ATI X1550); mora podpirati Pixel Shader 3.0 | DirectX 9.0c kompatibilna kartica s 512 MB RAM (NVIDIA 7900GT ali boljša) ali DirectX 10 kompatibilna kartica (NVIDIA 8600 ali boljša) |
| Zvočna kartica     | 100 % DirectX 9.0c kompatibilna kartica                                                                                                | Sound Blaster X-Fi oz. kartica, kompatibilna z EAX ADVANCED HD 4.0/5.0                                                                 |
| Omrežna povezava   | Internetna povezava nujna za aktivacijo igre                                                                                           | Internetna povezava nujna za aktivacijo igre                                                                                           |

Idejni osnutek igre so pričeli razvijati okrog leta 2001. Prvi osnutek zgodbe se je drastično razlikoval od končne in je postavljal igralca v vlogo »deprogramerja«, človeka, ki po naročilu psihološko »predeluje« ljudi, ki so za okolico neprimerni (npr. člane kultov, ljudi z neželenimi spolnimi nagnjenji ipd.). Do leta 2004, ko so uradno oznanili razvoj igre, so zgodbo spremenili da je govorila o novodobnem odkritju skrivnega laboratorija iz časa druge svetovne vojne, kjer so se izvajali genetski poskusi. V kompleksu laboratorijev je nastal miniaturen ekosistem iz »kast« bitij, poimenovanih »delavci«, »vojaki« in »plenilci«, kar je predstavljalo osnovo za sistem »malih sestric«, »velikih očkov« in »splicerjev« v končni igri. Pisec in umetniški direktor Ken Levine je v intervjujih pojasnil, da sta končno zgodbo poleg del Ayn Rand navdihnila predvsem romana 1984 in Logan's Run.
Po načinu igranja je BioShock zelo podobna igri System Shock 2, obe sta tudi delo istih razvijalcev. Mehanika plazmidov je podobna psioničnim sposobnostim iz System Shocka 2, v obeh igrah se mora igralec ukvarjati z mehanskimi varnostnimi napravami, ki jih lahko »sheka«, avdio posnetki v BioShocku pa služijo enakemu namenu kot e-mail sporočila iz System Shocka. Skupni elementi so tudi modificiranje orožij, analiziranje nasprotnikov za učinkovitejše bojevanje, usmerjanje igralca prek radijske povezave, več načinov za premagovanje preprek in drugi. Delno je podoben tudi način razvijanja zgodbe, saj je Atlasovo razkritje svoje prave identitete kot Fontaine analogno razkritju Janice Polito, ki je v resnici SHODAN, zlonamerna umetna inteligenca, kar pomembno vpliva na potek zgodbe.

### Igralni pogon
BioShock poganja izdatno prilagojen igralni pogon Unreal Engine 2.5, ki ga uporabljajo tudi nekatere druge igre podjetja Irrational Games. Posebno pozornost so posvetili izgledu in dinamiki vode v igri, ki uporablja nekatere elemente pogona Unreal Engine 3.0 in za kar so najeli posebnega programerja ter oblikovalca. Če sistem izpolnjuje zahteve, lahko različica za Windows uporablja prednosti programskega vmesnika Direct3D 10, vendar je razlika v praksi komaj opazna. Za simuliranje fizike uporablja igra pogon Havok Physics, ki poskrbi za realistično gibanje predmetov.

### Izid
Demonstracijska različica igre (demo), ki prikazuje uvodne animacije in prvih nekaj minut igranja, je izšla 12. avgusta 2007 za Xbox 360 in teden kasneje za Windows. Demo za Xbox 360 je v devetih dneh preneslo milijon uporabnikov, kar je bil hitrostni rekord za servis Xbox Live. Na servisu Steam je bil demo na voljo dan pred končnim izidom 21. avgusta. Razvijalci so sprva zanikali ugibanja o različici za PlayStation 3, vendar so 28. maja 2008 predstavniki 2K Games oznanili, da razvijalci 2K Marin delajo na različici tudi za to konzolo, ki je izšla pol leta kasneje, 17. oktobra. V primerjavi z izdajo za osebni računalnik in Xbox 360 vsebuje video posnetke mnogo višje ločljivosti, ki izkoriščajo dodaten prostor na ploščku Blu-Ray, grafične popravke ter nov igralni način - »survivor mode«, pri katerem so nasprotniki močnejši in »vita-komore« manj učinkovite.
Prvi popravek za Xbox 360 je izšel 6. septembra 2007 in servis Xbox Live je zahteval od uporabnikov njegovo namestitev. Popravek je povzročil nekaj težav s stabilnostjo igre, kar pa je lahko zaobšel uporabnik sam z držanjem gumbov na ploščku med nalaganjem igre. Druga posodobitev je izšla 4. decembra; vsebovala je popravke hroščev v različici za osebne računalnike in nekaj dodatnih funkcij za oba sistema, med njimi možnost deaktivacije »vita-komor« in nov način izrisovanja, ki poveča vidno polje na širokih zaslonih. Popravek za PlayStation 3 je izšel 13. novembra 2008, odpravil je nekatere težave s stabilnostjo in grafiko.

## Odziv
Odziv kritikov je bil izjemno pozitiven; tudi v nespecializiranih medijih so izpostavili prepričljivo vzdušje in inteligentno, provokativno zgodbo, ki se opira na filozofijo morale Ayn Rand in spodbuja igralca k razmišljanju. Poleg osnovne teme so v igri opazili več neposrednih aluzij na Ayn Rand in njena dela. Za primer, vzdevek glavnega antagonista, Atlasa, namiguje na naslov njenega najobsežnejšega dela Atlas Shrugged, ime Andrew Ryan pa je delni anagram imena avtorice. Pohval je bila deležna tudi grafična podoba igre, predvsem izgled vode.
Še tri leta po izidu je bil BioShock pri vrhu lestvic več spletnih strani, ki računajo povprečja ocen kritikov; stran GameRankings ga je tako uvrščala na četrto mesto med vsemi igrami za Xbox 360 s povprečno oceno 94,95 %, različico za osebni računalnik pa s povprečno oceno 94,44 % prav tako na četrto mesto med igrami za to platformo. Podobno je na spletni strani Metacritic, kjer je različica za Xbox 360 najbolje ocenjena igra leta 2007 za to platformo, različica za osebni računalnik pa tretja najboljša.
Od negativnih plati so kritiki omenili »vita-komore«, ki pretirano olajšajo prebijanje skozi težavne dele igre, težavnejšo kontrolo in slabšo grafično podobo različice za Xbox 360 napram tisti za osebni računalnik in na trenutke neposrečeno mešanico strelske igre ter igranja vlog, ki ne izkorišča priložnosti obeh žanrov. Predvsem nasprotniki so po mnenju kritikov preveč enolični, njihova umetna inteligenca pa pomanjkljiva. Sodelavec spletne strani gamecritics.com je mnenja, da je »moralna izbira« igralca pretirano črno-bela in ne vpliva zares na igranje ter odvijanje zgodbe, zaradi česar je nezanimiva.
Največ nezadovoljstva kupcev je povzročila uporaba sistema SecuROM za zaščito pred kopiranjem, ki je zahteval internetno aktivacijo po vsaki namestitvi igre. Sprva je bilo število aktivacij na uporabnika omejeno na dva, nakar je moral uporabnik osebno klicati na SecuROM-ov klicni center v ZDA. To je predstavljalo razmeroma velik strošek za uporabnike iz drugih delov sveta, poleg tega pa je bila telefonska številka, natisnjena v priročniku, napačna. V odziv na pritožbe so 2K Games v popravku povečali število samodejnih aktivacij na pet. Kljub povečanemu številu aktivacij in popravku, ki ni upošteval večkratnih namestitev na istem računalniku v kvoto aktivacij, je nezadovoljstvo ostalo, med drugim zaradi zahteve po ločeni aktivaciji za vsakega uporabnika na istem računalniku. Poleti 2009 so omejitev namestitev odstranili, še vedno pa igra zahteva aktivacijo po prvi namestitvi, ki naj bi jo ukinili po koncu prodaje različice za osebni računalnik.

### Prodaja
Dobre zgodnje ocene kritikov so pripomogle k velikemu prodajnemu uspehu igre. Različica za Xbox 360 je bila tretja najbolje prodajana igra avgusta 2007; po podatkih založnika so do junija 2009 prodali okrog 3 milijone izvodov, do marca 2010 pa še milijon več. The Wall Street Journal je poročal, da so delnice podjetja Take-Two, ki ima v lasti 2K Games, po objavi prvih ocen igre poskočile za skoraj 20 %.

### Nagrade
BioShocku je po prvi predstavitvi na sejmu Electronic Entertainment Expo (E3) leta 2006 podelilo naslov »igra sejma« več igričarskih spletnih strani, med njimi GameSpot IGN in GameSpy.
Spletna stran IGN je kasneje BioShock nominirala za igro leta 2007 in mu podelila nagrade za najboljšo računalniško igro leta najboljšo umetniško podobo in najboljšo uporabo zvoka. Na izboru za igro leta spletne strani GameSpy se je BioShock uvrstil na tretje mesto, prejel pa je nagrade za najboljši zvok, zgodbo in umetniško vodstvo. Nagrado za najboljšo zgodbo je dobil tudi na izboru spletne strani GameSpot.
Na izboru videoiger televizijske postaje Spike TV za leto 2007 je prejel Bioshock nazive »igra leta«, »najboljša igra za Xbox 360« in »najboljša izvirna glasba«, Britanska akademija za filmsko in televizijsko umetnost (BAFTA) pa mu je podelila nagrado za najboljšo igro leta 2007.

## Sorodne izdaje
Na podlagi ocen in dobre prodaje prvenca so se odgovorni pri založbi Take-Two odločili financirati izdelavo nadaljevanj BioShocka. BioShock 2 je izšel 9. februarja 2010 za sisteme Windows, Xbox 360 in PlayStation 3. Po besedah predsednika podjetja Take-Two je v načrtu celotna serija nadaljevanj, ki bodo izhajala v razmaku dveh do treh let.
Pred izdajo BioShocka se je na spletu pojavila peticija za izdajo zbirateljske različice. Predstavniki založnika so sporočili, da bodo pripravili izdajo z omejeno naklado za zbiratelje, če zbere peticija 5000 podpisov, kar se je zgodilo v zgolj petih urah. Hkrati z osnovno izdajo je tako izšla še zbirateljska (BioShock Limited Edition), ki vsebuje plošček z igro, DVD s posnetki razvoja igre, soundtrack in figurico »velikega očka« v škatli, ki jo je oblikoval zmagovalec grafičnega natečaja na spletni strani Cult of Rapture.
Vzporedno z izdajo igre sta ločeno, v digitalni obliki izšla še grafična knjiga BioShock: Breaking the Mold (13. avgusta) s skicami in posnetki grafičnih elementov in soundtrack igre (24. avgusta), ki vsebuje glasbeno podlago skladatelja Garryja Schymana.

### Film
9. maja 2008 so predstavniki podjetja Take Two sporočili, da so podpisali pogodbo z Universal Studios za snemanje filmske priredbe BioShocka; scenarij zanj naj bi napisal John Logan, režiral pa naj bi ga Gore Verbinski. Izšel naj bi leta 2010, vendar je bilo ustvarjanje prekinjeno zaradi težav s financiranjem. Režisersko vlogo je nato prevzel Juan Carlos Fresnadillo, Gore Verbinski je sodeloval le še kot producent, kar pa ni bilo pogodu umetniškemu direktorju Kenu Levineu, zato je izkoristil pravico odločanja in ukinil projekt.